# Santo Antônio do Amparo
Pour les articles homonymes, voir Santo Antônio et Amparo.
Santo Antônio do Amparo est une municipalité brésilienne de l'État du Minas Gerais et la microrégion d'Oliveira.